# Берлі (Нью-Джерсі)
Берлі (англ. Burleigh) — переписна місцевість (CDP) в США, в окрузі Кейп-Мей штату Нью-Джерсі. Населення — 766 осіб (2020).

## Географія
Берлі розташоване за координатами 39°2′51″ пн. ш. 74°50′48″ зх. д. / 39.04750° пн. ш. 74.84667° зх. д. (39.047486, -74.846665).  За даними Бюро перепису населення США в 2010 році переписна місцевість мала площу 4,02 км², з яких 3,93 км² — суходіл та 0,08 км² — водойми.

## Демографія
Згідно з переписом 2010 року, у переписній місцевості мешкало 725 осіб у 270 домогосподарствах у складі 180 родин. Густота населення становила 181 особа/км².  Було 321 помешкання (80/км²).
Расовий склад населення:
| - 72,7 % — білих - 15,6 % — чорних або афроамериканців - 3,2 % — азіатів - 0,3 % — вихідців з тихоокеанських островів - 5,7 % — осіб інших рас |

До двох чи більше рас належало 2,6 %. Частка іспаномовних становила 13,7 % від усіх жителів.
За віковим діапазоном населення розподілялося таким чином: 24,8 % — особи молодші 18 років, 60,2 % — особи у віці 18—64 років, 15,0 % — особи у віці 65 років та старші. Медіана віку мешканця становила 39,9 року. На 100 осіб жіночої статі у переписній місцевості припадало 90,3 чоловіків;  на 100 жінок у віці від 18 років та старших — 94,6 чоловіків також старших 18 років.
Середній дохід на одне домашнє господарство  становив 69 021 долар США (медіана — 60 143), а середній дохід на одну сім'ю — 73 071 долар (медіана — 60 571). За межею бідності перебувало 11,9 % осіб, у тому числі 43,6 % дітей у віці до 18 років та 0,0 % осіб у віці 65 років та старших.
Цивільне працевлаштоване населення становило 194 особи. Основні галузі зайнятості: освіта, охорона здоров'я та соціальна допомога — 32,0 %, будівництво — 29,9 %, роздрібна торгівля — 20,1 %.